# Мајстор Жоао Гранде
Жоао Оливеира дос Сантос или Жоао Оливејра дос Сантос (порт. João Oliveira dos Santos), рођен 15. јануара 1933. (Itagi, Bahia), познатији као Мајстор Жоао Гранде (порт. Mestre João Grande) (Велики Жоао), један је од највећих учитеља капуере анголе на свету и један од два мајстора, ученика, легендарног мајстора Паштиње (порт. Mestre Pastinha).
Више од 50 година живота посветио је бављењу капуером анголом и један је од најпоштованијих и најпризнатијих учитеља. Капуеру подучава на традиционални, афрички начин, као стил живота, уз велико поштовање корена, историје и традиције капуере, као што је то радио његов учитељ пре њега. Паштиња од кога је учио, један је од највећих мајстора капуере, који је отворио прву Академију капуере анголе у Салвадору (порт. Centro Esportivo de Capoeira Angola), чиме је подигао саму капуеру и њено подучавање на виши ниво, пошто је до тада била везана искључиво за улицу. Његову академију су посећивали или у њој радили највећи мајстори капуере тог времена.
Жоао Гранде се истиче знањем, стрпљењем и јединственим системом подучавања. У његовом раду изражена је воља и жеља да другима пренесе своје знање и умеће. Осим покрета и музике капуере, подучава и филозофију вештине у коју између осталог спадају поштовање и стрпљење. 
Живи и ради у Њујорку где држи своју академију Капуера ангола центар (енгл. Capoeira Angola Center of Mestre João Grande). Путовао је по Европи и САД, у Африку, Бразил, Јапан и Нови Зеланд да би подучавао хиљаде ученика и учествовао на бројним семинарима и презентацијама капуере анголе. За свој рад примио је многе награде и признања међу којима је Почасни докторат из области друштвених наука (енгл. Doctorate of Humane Letters) Упсала колеџа из Њу Џерзија, 1995. године, као и награда Удружења за културно наслеђе (енгл. National Heritage Fellowship), 2001. године, једна од најугледнијих награда у САД која се додељује за бављење традиционалном уметношћу. Србију је посетио за време првог Међународног семинара капуере анголе (енгл. International Capoeira Angola Workshop – Belgrade 2004) од 8. до 11. априла 2004. године у организацији клуба “Капуера ангола центар Србија”.